# Felipe Borges
Felipe Borges (* 4. Mai 1985 in São Bernardo do Campo) ist ein brasilianischer Handballspieler, der meist auf Linksaußen eingesetzt wird.

## Karriere
Der 1,86 m große und 86 kg schwere Rechtshänder begann 1997 mit dem Handballspiel in seiner Heimatstadt bei ADC Metodista São Bernardo. 2002 und 2004 gewann er die Südamerika-Meisterschaft der Junioren, ebenfalls 2004 auch seine erste brasilianische Meisterschaft der Männer. 2006 wurde er zum besten Spieler Brasiliens gewählt. 2007 wechselte er in die spanische Liga ASOBAL zu BM Aragón. Mit Aragón erreichte er das Halbfinale im EHF-Pokal 2007/08 und im EHF-Pokal 2008/09, scheiterte dort aber an der HSG Nordhorn und dem VfL Gummersbach. Nach zwei Jahren kehrte er nach Brasilien zurück zum EC Pinheiros. 2011 verpflichtete ihn der spanische Klub Ademar León, mit dem er in der EHF Champions League 2011/12 im Viertelfinale trotz eines 34:23-Heimsieges noch gegen die Füchse Berlin ausschied. Ein Jahr später erreichte er erneut das Achtelfinale der Königsklasse. Ab März 2013 lief der Flügelspieler für Montpellier Handball in der ersten französischen Liga auf. Mit dem französischen Rekordmeister gewann er 2014 und 2016 den Ligapokal sowie 2016 den französischen Pokal und erreichte das Endspiel im EHF Europa Pokal 2013/14, in dem er Pick Szeged unterlag. Im Sommer 2016 wechselte er zum portugiesischen Verein Sporting Lissabon. Nachdem sich Borges bei der Panamerikameisterschaft 2016 eine Schulterverletzung zuzog, wurde sein Vertrag im Juli 2016 aufgelöst. Ein Jahr später wurde er erneut von Sporting unter Vertrag genommen. Mit Sporting gewann er 2018 die portugiesische Meisterschaft. Zur Saison 2018/19 wechselte Borges zum französischen Erstligisten Tremblay-en-France Handball. Nachdem Borges nach der Saison 2019/20 Tremblay-en-France verlassen hatte, schloss er sich im Oktober 2020 US Créteil HB an. In der Saison 2021/22 spielte er für den spanischen Verein Ángel Ximénez P. Genil. Ab Sommer 2022 läuft er für den neu gegründeten Verein BM Casademont Saragossa auf.
Mit der brasilianischen Nationalmannschaft gewann Felipe Borges die Panamerikanischen Spiele 2007 und 2015 sowie die Panamerikameisterschaft 2006, 2008 und 2016. Zusätzlich nahm er an den Olympischen Spielen 2008 und an den Olympischen Spielen 2020 teil. Borges spielte auch bei den Weltmeisterschaften 2009, 2011, 2013, 2015 und 2019. 2009 wurde er mit 61 Toren in neun Spielen drittbester Torschütze des Turniers. Bisher bestritt er 228 Länderspiele, in denen er 801 Tore erzielte.